# Bay Zoltán-díj
A Bay Zoltán-díj (egyes publikációkban Bay Zoltán-emlékérem) az informatikai és hírközlési miniszter által 2004-ben alapított, majd a nemzeti fejlesztési miniszter által 2014-ben újra alapított díjak közé tartozik, az űrkutatás érdekében végzett kimagasló színvonalú szakmai tevékenység elismerése céljából, valamint életmű elismerésére adományozható. Magyarországon az űrkutatás területén végzett tevékenységek elismeréséül szolgáló három legmagasabb kitüntetés egyike, a másik kettő a Magyar Űrkutatásért Emlékplakett és a Magyar a Világűrben Emlékplakett.
A díjat évente két alkalommal adhatják ki, egyszer az Űrhajózás Világnapján április 12-én, majd az október 23-i nemzeti ünnep alkalmából kapják az arra érdemes személyek.

## A díj leírása
A díj egy díszdobozban elhelyezett, „proof” kivitelű ezüstérem, amelynek átmérője 42,5 mm, a vastagsága pedig 3 mm. Előlapján Bay Zoltán a névadó mellképe látható, mellette két oldalon tölgy- és babérág található, amelyben a díj elnevezése szerepel. Hátoldalán pedig a „NEMZETI FEJLESZTÉSI MINISZTERTŐL” felirat helyezkedik el, alatta pedig Magyarország egymást keresztező tölgy- és babérággal övezett címere látható.

## Kitüntetettek
- 2016 – Illés Erzsébet  magyar csillagász, űrkutató, planetológus, a fizikai tudomány kandidátusa, az Összehasonlító planetológia a Föld bolygóért című művéért.
- 2016 –
- 2015 – Both Előd fizikus, csillagász, ismeretterjesztő, a Magyar Űrkutatási Iroda igazgatója, vezetője 2014-ig. Az iroda vezetőjeként nagy szerepet játszott abban, hogy hazánk kiemelkedő űrprogramokban, mint amilyen a  Rosetta projekt is volt, bekapcsolódhatott. Ezen felül tudományos tevékenysége ösztönzőleg hatott az űrtechnológiával foglalkozó hazai kis- és középvállalkozásokra is.[4]
- 2015 –
- 2008 – Gschwindt András a Budapesti Műszaki és Gazdaságtudományi Egyetem adjunktusa, a Széles sávú Hírközlés és Villamosságtan Tanszék, Űrkutató Csoport vezetője[5]
- 2008 – Bárczi Pál az Admatis Kft. ügyvezetője, a Miskolci Egyetem Polimermérnöki Tanszékének oktatója, az űrkemence fejlesztője.
- 2007 – Szegő Károly tudományos tanácsadó, több évtizedes kutató, oktató, tudományszervező munkásságáért.[6]
- 2007 – Ferencz Csaba villamosmérnök, űrkutató, a Szent István Lovagrend nagymestere, az űrkutatás területén végzett több évtizedes munkásságáért.
- 2006 – Almár Iván magyar csillagász, ezen időszakban az Űrkutatási Tudományos Tanács elnöke, az űrtevékenység területén végzett kimagasló tevékenységéért.[7]
- 2006 –
- 2005 – Apáthy István  állami és Széchenyi-díjas villamosmérnök, az MTA KFKI Atomenergia Kutatóintézet főtanácsosa,
- 2005 – Bencze Pál a Magyar Tudományos Akadémia Geodéziai és Geofizikai Kutató Intézet nyugalmazott tudományos tanácsadója, a Föld kozmikus környezete, elsősorban az ionoszféra és az űridőjárás területén fél évszázadon keresztül végzett eredményes kutatómunkája és széles körű egyetemi oktató tevékenysége elismeréséül.[8]
- 2004 – Ill Márton (1930–2015), űrkutató, csillagász, a fizikai tudományok doktora, címzetes egyetemi tanár, a magyar űrkutatás megteremtőinek egyike.[9]